# Cane degli Ottentotti

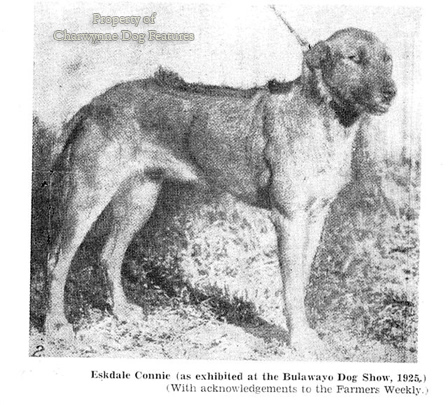
Cane degli Ottentotti

Il cane degli Ottentotti o Khoi dog o Khoekhoen dog o anche Kaffir Dog è un cane estinto, originario dell'Africa sudoccidentale. Studiosi ritengono essere questo il cane antenato del Rhodesian ridgeback Sud-africano. Gli ultimi esemplari viventi sono stati visti fino agli anni '50.

## Storia
Le popolazioni ottentotte avevano cani aborigeni che con l'arrivo dei coloni Boeri si ibridarono con i cani di origine europea, dando così origine al Rhodesian Ridgeback.
L'originale cane aborigeno dell'Africa australe è oggi estinto. Secondo le descrizioni del tempo, questi cani assomigliavano a un incrocio tra il tipico cane pariah africano e una forma più snella di levriero. Avevano teste piccole, con muso aguzzo e appuntito, orecchie a punta (a volte erette e a volte cadenti) e pelo ruvido e ispido.
Tipicamente di color grigio cenere, talvolta color rosso o crema con il muso nero; dotati di cresta dorsale (ridgeback). Piuttosto simili ad uno sciacallo con una cresta, molto efficienti nella pastorizia e nella caccia alla fauna di quei territori.
L'ultimo esemplare fu abbattuto nella Etosha Game Reserve, nell'Africa sud-occidentale nel 1955.